# Inter-Provincial Cup 2017
Die Inter-Provincial Cup 2017 (aus Sponsoringgründen auch Hanley Energy Inter-Provincial Cup 2017) ist die fünfte Saison des nationalen List-A-Cricket-Wettbewerbes in Irland der vom 1. Mai bis zum 10. September 2017 ausgetragen wurde. Es war die erste Austragung des Wettbewerbes, die vom Weltverband International Cricket Council List A Status verliehen bekommen hat.

## Format
Jede Mannschaft spielt gegen jede andere jeweils zwei Mal. Für einen Sieg gibt es 4 Punkte, für ein No Result oder Unentschieden 2 Punkte. Des Weiteren gibt es einen Bonuspunkt, wenn die Run Rate 1,25-mal größer ist als die des Gegners.

## Resultate
Tabelle
| Teams               | Sp. | S | N | U | R | NR | BP | Ded | Punkte | NRR |
| ------------------- | --- | - | - | - | - | -- | -- | --- | ------ | --- |
| Leinster Lightning  | 4   | 3 | 0 | 0 | 0 | 1  | 1  | 0   | 15     |     |
| North West Warriors | 4   | 1 | 2 | 0 | 0 | 1  | 0  | 0   | 6      |     |
| Northern Knights    | 4   | 0 | 2 | 0 | 0 | 2  | 0  | 0   | 4      |     |

Spiele
| 1. Mai Scorecard | Dublin | Leinster Lightning 286 (49.2)           | – | North West Warriors 181 (44.2) |
|                  |        | Leinster Lightning gewinnt mit 105 Runs |   |                                |

| 29. Mai Scorecard | Strabane | Northern Knights 84-2 (14.3/41) | – | North West Warriors |
|                   |          | No Result                       |   |                     |

| 4. Juni Scorecard | Belfast | Leinster Lightning 299-8 (50) | – | Northern Knights |
|                   |         | No Result                     |   |                  |

| 2. Juli Scorecard | Bready | Leinster Lightning 232 (50)            | – | North West Warriors 205 (47.2) |
|                   |        | Leinster Lightning gewinnt mit 27 Runs |   |                                |

| 6. August Scorecard | Waringstown | Northern Knights 167 (29.1/30)           | – | North West Warriors 168-9 (30/30) |
|                     |             | North West Warriors gewinnt mit 1 Wicket |   |                                   |

| 10. September Scorecard | Rathmines | Leinster Lightning 239-8 (48/48)                    | – | Northern Knights 132 (24.5/25) |
|                         |           | Leinster Lightning gewinnt mit 55 Runs (D/L method) |   |                                |